# Lithivm
Lithivm är en svensk film från 1998 i regi av David Flamholc. Filmen sågades av de svenska kritikerna men fick bra mottagande av kritikerna i USA, där den bland annat kallades nyskapande och vann även pris på Hollywood Film Festival. 

## Handling
Hanna är nybliven praktikant på en dagstidning och börjar genast jaga efter bra scoop. Mitt i jakten börjar hon gräva i ett fall med försvunna kvinnor, och efterforskningarna för henne i klorna på en seriemördare.

## Om filmen
Filmen marknadsfördes även i Tyskland och i USA, då med titeln Lithium Europe. Filmen blev dock inte någon succé utomlands heller. I USA fick dock filmen ett mycket bra mottagande, David Flamholc vann ”Young Filmmaker Award” på Hollywood Film Festival och filmen rosades även av flera kritiker, här Variety: ”Flamholc visual storytelling is already a paragon of young Nordic cinema responding to — and possibly setting — late-’90s trends.” "Production values on $500,000 pic are memorable, from Kenneth Cosimo’s jarring techno score to d.p. Marten Nilsson’s stunning images, which at extreme moments saturate the screen with ultra-grainy textures in a urine-like yellow.”  

## I rollerna
- Agnieszka Koson – Hanna
- Fredrik Dolk – Dan
- Johan Widerberg – Martin
- Yvonne Lombard – Hasse
- Björn Granath – Henrik Laurentsson
- Lina Perned – Marianne